# Trofim i Teofil
Trofim i Teofil, cs. Swiatyje muczieniki Trofim i Fieofil – kapłani i męczennicy chrześcijańscy, święci Kościoła katolickiego i prawosławnego.
Razem z 13 towarzyszami mieli ponieść śmierć w czasach prześladowania chrześcijan za panowania Dioklecjana (284-305), chociaż określenie czasu nie jest pewne.
Ich wspomnienie liturgiczne w Kościele katolickim obchodzone jest 23 lipca.
Cerkiew prawosławna wspomina męczenników 23 lipca/5 sierpnia.